# Billy Brennagh
William Thomas Edmund "Billy" Brennagh (Brampton, Grã-Bretanha, 13 de agosto de 1877 – Hamilton, Ontário, 23 de outubro de 1934) foi um jogador de lacrosse canadense. Brennagh era membro da Shamrock Lacrosse Team na qual conquistou a medalha de ouro nos Jogos Olímpicos de Verão de 1904 em Saint Louis.